# Гемпшир
Гемпшир (англ. Hampshire, МФА /ˈhæmpʃə/ або /ˈhæmpʃɪə/, слухатиⓘ) — графство в Англії.
В Англії графство іноді називають Саутгемптонширом, Гемптонширом або Саутгемптонським графством. Як церемоніальне графство Гемпшир має у своєму складі адміністративно незалежні округи Саутгемптон і Портсмут. Округи Борнмут та Крайстчерч, які належали до графства історично, після реформи 1974 року входять до графства Дорсет.
Столиця графства — Вінчестер, який протягом X — на початку XI століття був першою столицею Англії. Гемпшир — один з найбільш населених  церемоніальних графств Великої Британії. Гемпшир також знаний як колиска ВМС, Британської армії та ВВС Великої Британії. Графство межує з Дорсетом на заході, Вілтширом на північному заході, Беркширом на півночі, Сурреєм на північному сході, Західним Сассексом на сході. Південною межею графства є узбережжя Ла-Маншу та Солент, який виходить до острова Вайт.
Гемпшир — найбільше графство Південно-Східній Англії та третє у Великій Британії, попри значні втрати під час реформ кордонів. Зараз площа графства становить 3700 км². Зі сходу на захід графство розтягнулося на 86 км, з півночі на південь — на 76.
Туристи охоче відвідують морські курорти Гемпширу, Національний музей автомобілів у Бьюлі, національні парки, які включають Нью-Форест, Саунз Даунс (займають половину площі графства). Графство має тісну морську історію — тут розташовані найбільші порти Англії — Портсмут та Саутгемптон.

## Етимологія
Назва графства походить від староанглійської назви Саутгемптона — Hantum та графство. Англосаксонці називали графство Hamtunschire. У Книзі Страшного суду графство назване Hantescire. У період з 1889 по 1959 рік графство називалося Саутгемптонське графство.

## Історія
Крейдиста місцевість Сауз Даунс та південні околиці Салісберської рівнини були заселені ще у неоліті. Поселенці будували замки на зразок Вінклбурі і напевне обробляли долини Гемпшира. Гемпшир став частиною території Gwent або 'Y Went, названу так кельтами. Вона включала також частину сучасних Сомерсету та Вілтшира. Одним з першим Гемпшир зустрів римлян і був повалений ворожими військами. Південну частину графства та долину річки Гембл підкорили племена ютів близько 495 року. Пізніше юти змішалися з мігрантами з Вессекса.
Деякі учені небезпідставно вважають, що традиційні кордони графства були сформовані ще західносаксонськими поселенцями приблизно 519 року. Також вважається, що між 508 та 514 роками саксонці підкорили Вінчестер та Сілчестер. Історик Олбані Майор у книзі «Ранні війни Вессекса» вказує на те, що кордони Гемпшира збігаються з першими кордонами Західно-Саксонського королівства, встановленими Цердіком та його сином.
Такий висновок випливає з того, що кордон між Гемпширом та Беркширом проходить по залишкам давньоримської дороги, яка перетинала Сілчестер зі сходу на захід, але згодом мала відхилення на півночі у вигляді півкола, щоб забезпечити вихід до району навколо міста. Також він піддає сумніву той факт, що захоплення Сілчестера, документальне підтвердження якому до наших днів не збереглося, вчинили не мерсійські англи, а саме саксонці, які атакували з Вінчестера на півночі і можливо діяли спільно з іншою групою військ, які торували собі дорогу до долини Темзи через Редінг. Сілчестер був зруйнований після захоплення і цілком імовірно що остаточні кордони графства були устатковані пізніше.
Дослідження кордонів між Гемпширом та Вілтширом також дає підставу вважати, що просування саксонців на захід було зупинене 519 року. Це підтверджує дату перемоги британців у Бадонській битві 517 р., яка зупинила просування англо-саксонців на південний захід та середню Британію як мінімум на покоління.
Гемпшир був одним з перших саксонських графств, що згадане у 755 році під назвою Хамтушир, однак на два століття стало західним кордоном саксонської Англії, оскільки напади на Дорсет та Сомерсет були відбиті британцями. Назва, як вже говорилося, пішла від попередньої назви Саутгемптона — «Хемптон». Згодом, коли саксонці просунулися на захід, Гемпшир став центром королівства Вессекс, тому багато саксонських королів поховані у Вінчестері. У місті встановлено пам'ятник королю Альфреду, який привів графство до ладу.
Після приходу норманів графство стало привілейованим норманськими королями, які зробили Нью-Форест мисливськими угіддями. Графство згадується у Книзі страшного суду з поділом на 44 сотні. З XII століття зростає важливість портів, пов'язана з розвитком торгівлі з континентом, вовняної та ткацької промисловості у графстві, риболовства та становленням кораблебудівної галузі.
За кілька століть на узбережжі Солента було збудовано низку фортець для захисту гаваней Саутгемптона та Портсмута. Це і римський Замок Портчестер для оборони Портсмуту та низка фортець, збудованих Генріхом VIII, включаючи замок Херст, що розташований на піщаній косі у впадині Соленту, замок Калшот на іншій косі поблизу впадини Саутгемптон Вотер та замок Нетлі. Саутгемптон та Портсмут відігравали важливу роль стратегічних гаваней, адже після втрати Пула та Бристоля вони були єдиними гаванями, які мали достатньо як мілини так і глибини. Саутгемптон був відправною точкою багатьох кораблів, зокрема Мейфлавер та Титанік, команда якого була зібрана з уродженців Саутгемптона.
Гемпшир відіграв важливу роль у Другій світовій війні завдяки великій гавані британських ВМС у Портсмуті, військового табору у Олдершоті, військового госпіталю Нетлі та армійських тренувальних полігонів на рівнині Салісбері та острові Пурбек. У Саутгемптоні базувався розробник Spitfire й інших військових літаків компанія Supermarine, наслідком чого стало активне бомбування міста. Олдершот залишається одним з головних таборів Британської армії. Фарнборо — головний центр авіаційної промисловості Британії.
Попри те, що острів Вайт був частиною Гемпшира, протягом століття був незалежним майже століття, утворивши власну окружну раду у 1890-му році. Острів Вайт став повноправним церемоніальним графством 1974. Між островом Вайт та Гемпширом немає адміністративних зв'язків, за винятком поліції, хоча й досі їх поєднують чимало організацій.
Міста Борнмут та Крайстчерч також відносились до Гемпшира, однак під час місцевої реорганізації 1974 року увійшли до складу Дорсета. Остання зміна кордону відбулася 1992 року, коли до Вілтширу відійшов Тідворт.

### США
З Гемпширу вирушали переселенці на східне узбережжя сучасних США у XVII столітті, давши назву штату Нью-Гемпшир. Округи Айл-оф-Вайт та Саутгемптон у Вірджинії вказують на походження найперших переселенців.

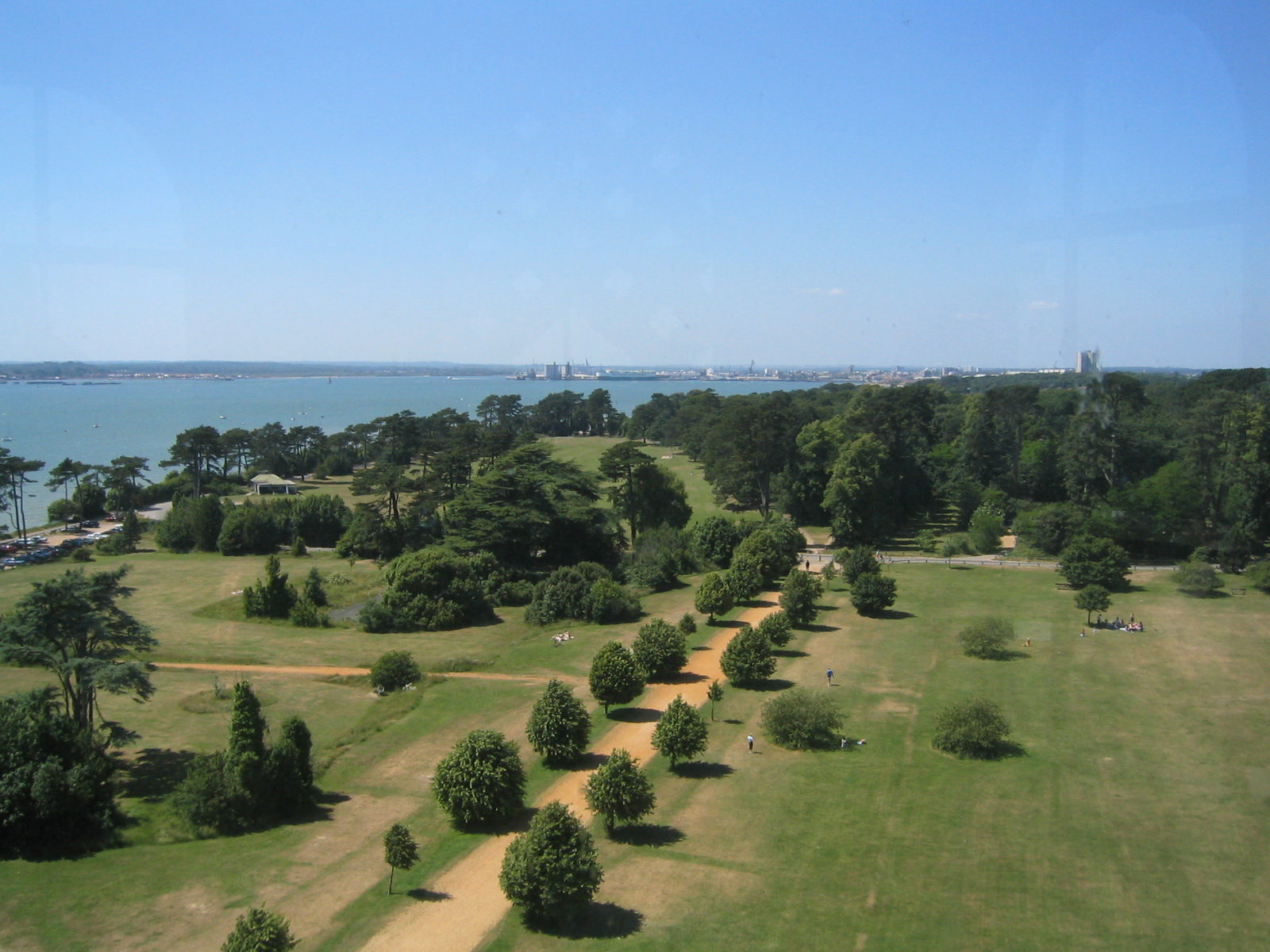
Вид на Саутгемптон з госпіталю Нетлі

## Адміністративний поділ
За винятком унітарних районів Портсмута та Саутгемптона, Гемпширом керує рада графства Гемпшир, яка розташована у Вінчестері. Їй підпорядковані кілька сільських графств, та більшість території графства. На місцевому рівні управління здійснюють ради приходів і міські ради. Перелік округів графства наступний:
- Ґоспорт
- Фергем
- Вінчестер
- Гавант
- Східний Гемпшир
- Гарт
- Рашмур
- Бейсінгстоук і Дін
- Тест-Веллі
- Істлей
- Нью-Форест
- Саутгемптон (Єдиний адм. округ)
- Портсмут (Єдиний адм. округ)

До складу графства входять також два національних парки; управління територією здійснюється відповідною радою. Лише парком Сауз Даунс, який розкинувся на крейдяних низинах від Вінчестера на схід керують місцеві адміністрації трьох графств — Гемпшир, Східного та Західного Сассекса.

## Економіка

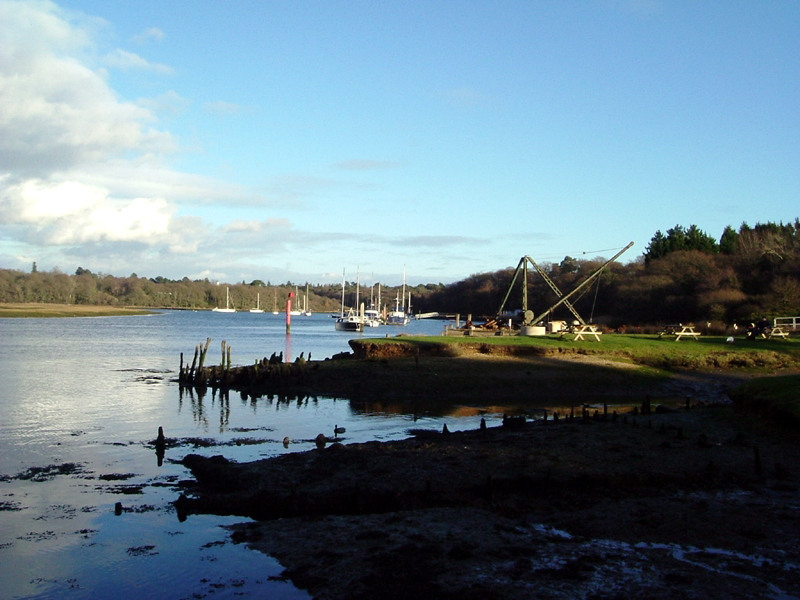
Річка Бельє

Гемпшир — відносно багате графство з внутрішнім валовим продуктом £ 32,3 млрд у 2005 році (£22,48 млрд без врахування Саутгемптона і Портсмута) In 2006, Hampshire had a GDP per capita of £19,300, comparable with the UK as a whole and slightly below the South East England figure of £19,600.
Портсмут і Вінчестер мають найбільшу інтенсивність робочої сили у графстві, а отже і більшу кількість приїжджих. Натомість у Саутгемптоні зосереджено найбільшу кількість робочих місць, що сприяє маятниковій міграції населення. Графство має нижчий від середнього по країні рівень безробіття (1,9 % проти 3,3 %). 39 % населення працює у великих фірмах, тоді як середнє значення по країні сягає 42 %. Гемпшир перевищує національний рівень зайнятості у промисловості хай-тек. Чверть населення зайняте у публічному секторі.
Більшість сільських земель Гемпшира традиційно використовуються для сільського господарства, однак меншою мірою, ніж у сусідніх графствах. Гемпшир здебільшого займається молочним господарством. Значення сільського господарства як роботодавця та джерела благополуччя поступово знижується з першої половини XX століття і зараз там зайнято 1 % населення.
Нью-Форест — це Національний парк. Вагомий сектор економіки у цьому регіоні — туризм. 1992 року Нью-Форест відвідали 7,5 млн відвідувачів..Сауз Даунс, а також міста Портсмут, Саутгемптон та Вінчестер теж приваблюють туристів. Одним з щорічних подій, яке збирає відвідувачів з графства та всього світу — Southampton Boat Show.
Важливими портами графства є Саутгемптон та Портсмут. Саутгемптон обробляє значну частку контейнерних вантажів, а у Портсмуті розташована одна з найбільших баз королівських ВМС. Найбільшими роботодавцями у цих містах залишаються доки, хоча механізація скорочує необхідність у людях.

## Демографія

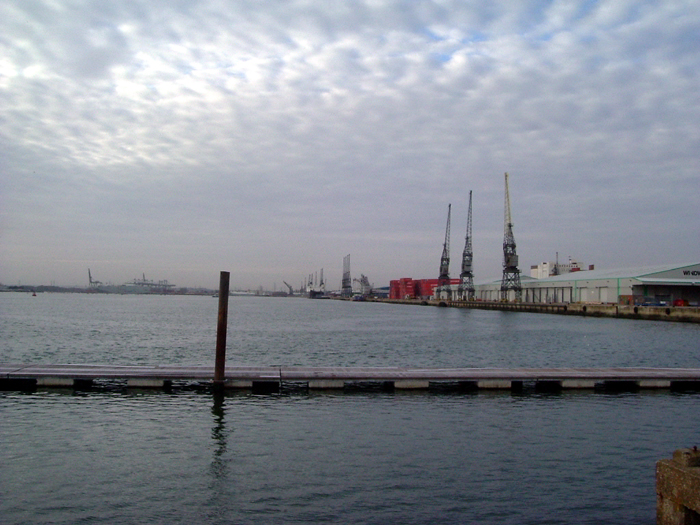
Доки Саутгемптона

За даними перепису населення населення церемоніального графства становило 1,644, 249 осіб, з яких 1,240,103 особи проживало на адміністративній території графства, 217,445 осіб — у Саутгемптоні та 186,701 — у Портсмуті. Населення адміністративної території графства за 10 років виросло на 5,6 %, Саутгемптона -на 6,2 %, Портсмута — залишилось незмінним. Найбільше зростання населення спостерігалося у Істлеї та Вінчестері — майже на 9 % у кожному з міст. Вікова структура населення відповідала національній.
96,73 % жителів були британцями (у Саутгемптоні цей показник становив 92,37 %). Найбільші етнічні меншини — азіати (1,34 %) та змішаної раси 0,84 %. 0,75 % жителів — це мігранти з-за меж Сполученого королівства. 73,86 % населення вважають своєю релігією християнство, 16,86 % взагалі далекі від релігії. Також жителі сповідують іслам (0,76 % й індуїзм (0,33 %).
У графстві 15,7 % населення не мають автомобілів, тоді як у середньому по Англії та Уельсу цей показник становить 26,8 %. 3,2 % населення регулярно використовують поїзд для поїздок, така ж кількість надає перевагу автобусам. Натомість 63,5 % їздять автомобілем, а 3,5 % — на велосипедах..

## Освіта
Шкільна система у Гемпширі (в тому числі у Саутгемптоні та Портсмуті) всеосяжна. Географічно у підпорядкуванні МОР Гемпшира знаходиться 24 незалежних шкіл, у Саутгемптоні їх 3, у Портсмуті — 4. Лише декілька шкіл мають шості класи. Надалі для освіти можна обрати один з 14 коледжів, серед них 5 відзначено Ofsted як видатні: Алтонський коледж, Колледж Фарнборо, Коледж ім.. Пітера Симмондса, Коледж королеви Марії тощо.
У графстві розташовані 4 університети: Саутгемптонський університет, Саутгемптонський університет Солента, Портсмутський університет та Вінчестерський університет (останній до 2011 року мав філіал у Бесінгстоку).

## Політика
Гемпшир поділений на 18 округів. 14 з них представлені депутатами від консерваторів, два — від ліберальних демократів і ще два — лейбористами. Ліберал-демократи представляють Південний Портсмут та Істлей.Лейбористи мають владу у обох округах Саутгемптона. Консерватори представляють майже усі сільські та міські округи.
На місцевих виборах 2009 до ради графства консерватори набрали 47,72 % голосів, ліберальні демократи — 32,89 %, лейбористи — 7,07 %. Рада складається з 51 депутата від консерваторів, 25 ліберал-демократів, 1 лейбориста та одного радника.. Рада незалежного Саутгемптона складається з 26 консерваторів, 14 лейбористів та 8 ліберал-демократів. Рада Портсмута складається з 23 ліберал-демократів, 17-х консерваторів та 2-х лейбористів.
Гемпшир має також власну молодіжну раду (HCYC), яка є незалежною молодіжною організацією. Метою зборів ради, які відбуваються раз на місяць є надання молодим гемпширцям права голосу. Рада має численні відділення у округах, зокрема у Бесінгстоку.

## Природа
Природа Гемпшира цілком повторює природу острова Велика Британія. У річці Тест поступово зростає кількість видр, хоча у інших районах графства їх кількість залишається низькою. Є дані про наявність у графстві диких кабанів. У Нью-Форест є поні, яким надана повна свобода дій. Однією з особливостей Гемпшира є наявність великих стад оленів, у 2022 році  їх кількість сягала 100 000 голів.

## Фізична географія

### Природні регіони
Natural England визначила природних зон які повністю або частково знаходяться на території Гемпшира::
- Гемпшир Даунз
- Нью-Форест
- Низини Південного Гемпшира
- Рівнина південного узбережжя
- Сауз Даунз
- Вілд
- Болота басейну Темзи

### Геологія
Геологія Гемпшира поділена на дві категорії. На півдні, вздовж узбережжя, тягнеться Гемпширський басейн, область нестійких глин, які сформувалися у період еоцену та олігоцену. та гравію, які захищені від морської ерозії островом Пурбек, Дорсетом та островом Вайт. Ці низькі горизонтальні пласти підтримують болотисті та рідколісні ареали, значна частина яких формує Нью-Форест. Нью-Форест являє собою мозаїку болотистої, лугової та листяно-лісової місцевостей, що є сприятливим для біорізноманіття.Ліси захищені національним парком з обмеженим використанням під сільське господарство для захисту навколишнього середовища. Значна частина Нью-Фореста це відкрит а місцевість, луги, які використовуються для підгодівлі тварин, у тому числі свійської худоби, свиней, коней та деяких видів оленів. Ерозія гірських порід, зміна рівня моря та підтоплення низин утворили кілька великих естуаріїв та ріа, зокрема Саутгемптон Вотер завдовжки 16 км та сильно скручену Портсмутську гавань. Острів Вайт відділився від узбережжя унаслідок змиву нестійких порід, внаслідок чого утворився Солент.
На півночі та в центрі графства ніжній шар ґрунту складається з порід крейди, які формують Гемшир Даунз та Сауз Даунс. Тут можна побачити високі пагорби з крутими схилами, де вони межують з глинами півдня. Швидко знижуючись, пагорби формують вертикальне оголення породи в долині Темзи на півночі та плавно знижуються на півдні. Найвища точка графства — Пілот Хілл заввишки 286 м — знаходиться на кордоні з Західним Беркширом. Батсер Хілл біля Пітерсфілда заввишки 271 м є другою за висотою точкою графства. Найвищим селом у Гемпширі вважається Бентворт біля Алтона. Пагориста місцевість підтримує вапнякові луги, дуже важливі для квітів та комах. Більша частина регіону зараз захищена від подальшої шкоди сільського господарства Area of Outstanding Natural Beauty Східного Гемпшира. Річки Ітчен та Тест, які течуть з крейди через лісову долину у Саутгемптон Вотер багаті фореллю. У долині зручно розташувався Селборн, де проводив свої дослідження у галузі природознавства англійський натураліст Джілберт Вайт. Квіткою графства вважається шипшина собача.
Гемпшир має м'якіший клімат ніж у інших регіонах Британських островів завдяки стабілізуючому ефекту моря і захисту від екстремальної погоди атлантичним узбережжям. Гемпшир має вищу середньорічну температуру ніж у Великій Британії +9,-12 градусів, середньорічній розмір опадів 741—1060 мм}} на рік, і вищу за середню кількість сонячних днів — 1541 годин на рік.

### Пагорби
Тут можна знайти список найвищих та найвідоміших пагорбів Гемпшира.

## Міста і села

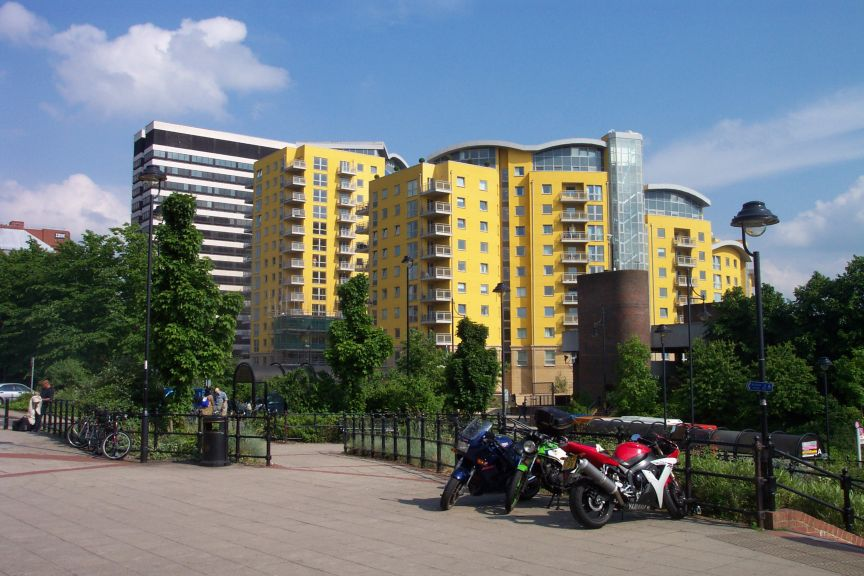
Нові багатоквартирні будинки у Бесінгстоку

Столицею Гемпшира є Вінчестер — історична столиця давнього королівства Вессекс та Англії до приходу норманів. Портові міста Саутгемптон і Портсмут отримали унітарний статус 1997 року, хоча для церемоніальних цілей вони досі входять до складу графства. Фарехам, Госпорт та Гавант зрослися у конурбацію, яка тягнеться вздовж узбережжя між двома головними містами. У всіх трьох містах розташовані університети. У Саутгемптоні розташовані Саутгемптонський університет та Саутгемптонський університет Солента (колишній Саутгемптонський інститут). У Портсмуті — Портсмутський університет, у Вінчестері — Вінчестерський університет (ще знаний як Вінчестерський університетський коледж, Коледж Короля Альфреда). На північному сході розташоване Олдершотське міське поселення, у яке входять Фарнборо, Олдершот, Блеквотер та Йєйтлі.
Хоч Гемпшир знаходиться неподалік охоронної області насаджень навколо Лондона, але має з ним гарне залізничне та автомобільне сполучення і подібно до решти південно-західних графств розвинуту мережу спальних районів. Бесінгсток на півночі графства перетворився з селища на фінансовий та бізнес-центр. Олдершот, Портсмут та Фарнборо мають тісні зв'язки з армією, флотом та військово-повітряними силами відповідно. Також графство має низку торгових міст: Алтон, Андовер, Бішопс Уолтхем тощо.
Міста за населенням: (перепис 2001)
- Саутгемптон — 244,224
- Портсмут — 207,100
- Бесінгсток — 90,171 (місто), 152,573 (з супутниками)
- Госпорт — 69,348 (місто), 77,000 (з супутниками)
- Вотерлувіль — 63,558
- Олдершот — 58,120
- Фарнборо — 57,147
- Фарехам/Портчестер — 56,010 (місто), 109,619 (з супутниками)
- Істлей — 52,894 (місто), 116,177 (з супутниками)
- Андовер — 52,000
- Гавант — 45,435 (місто), 115,300 (з супутниками)
- Вінчестер — 41,420 (місто), 116,600 (округ)
- Фліт — 32,726

Повний список поселень: Список населених пунктів Гемпшира.

## Культура, мистецтво і спорт

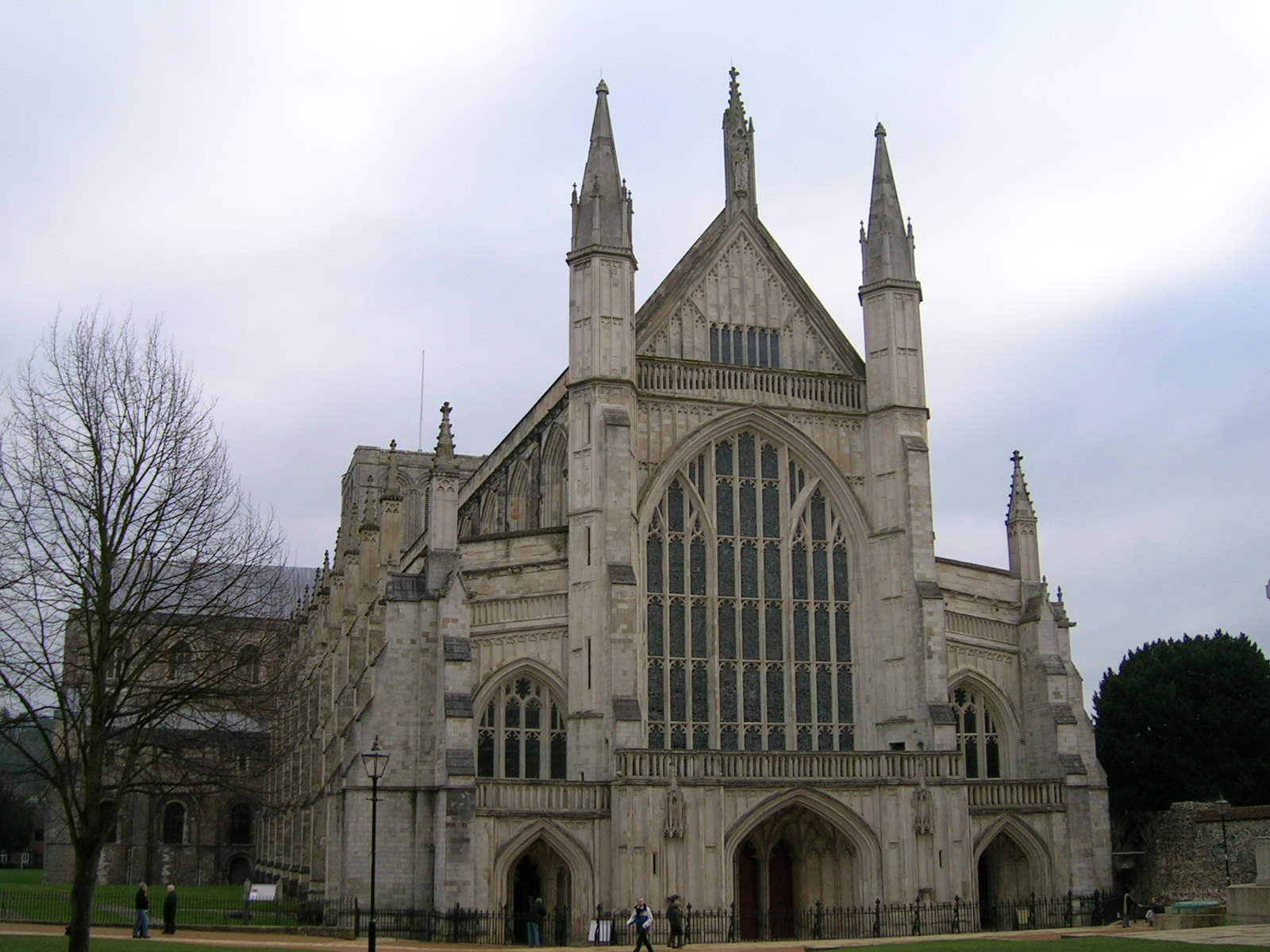
Вінчестерський собор

Хоч Гемпшир асоціюється зі свинями та кабанами, з XVIII століття корінних мешканців графства часто називають Гемпширськими биками Гемпшир славиться своїми літературними зв'язками: графство подарувало світу Джейн Остін та Чарльза Дікенса, та стало притулком іншим, наприклад Чарльзу Кінгслі. Остін більшу частину свого життя провела у Гемпширі, де її батько був священиком у Стівентоні. Там же вона написала більшу частину своїх романів. Гемпшир також славиться своїм живописом. У графстві народився художник Джон Еверетт Мілле. Міста і села зображували у своїх полотнах Лоренс Лоурі, Джозеф Малорд Тернер. У Селборні знаходяться музеї дослідника Лоуренса Оутса та конферансьє Пітера Селлерса.Бенні Хілла, Карла Баретта і Крега Давіда
У Гемпширі існує чимало оркестрів, ансамблів та груп. Уродженкою Гемпшира є співачка Лора Марлінг. Молодіжний хор графства Гемпшир останніми роками провів успішні гастролі Канадою та Італією. Молодіжний оркестр графства Гемпшир (складається з камерного та струнного оркестрів) базується у Торденській школі.

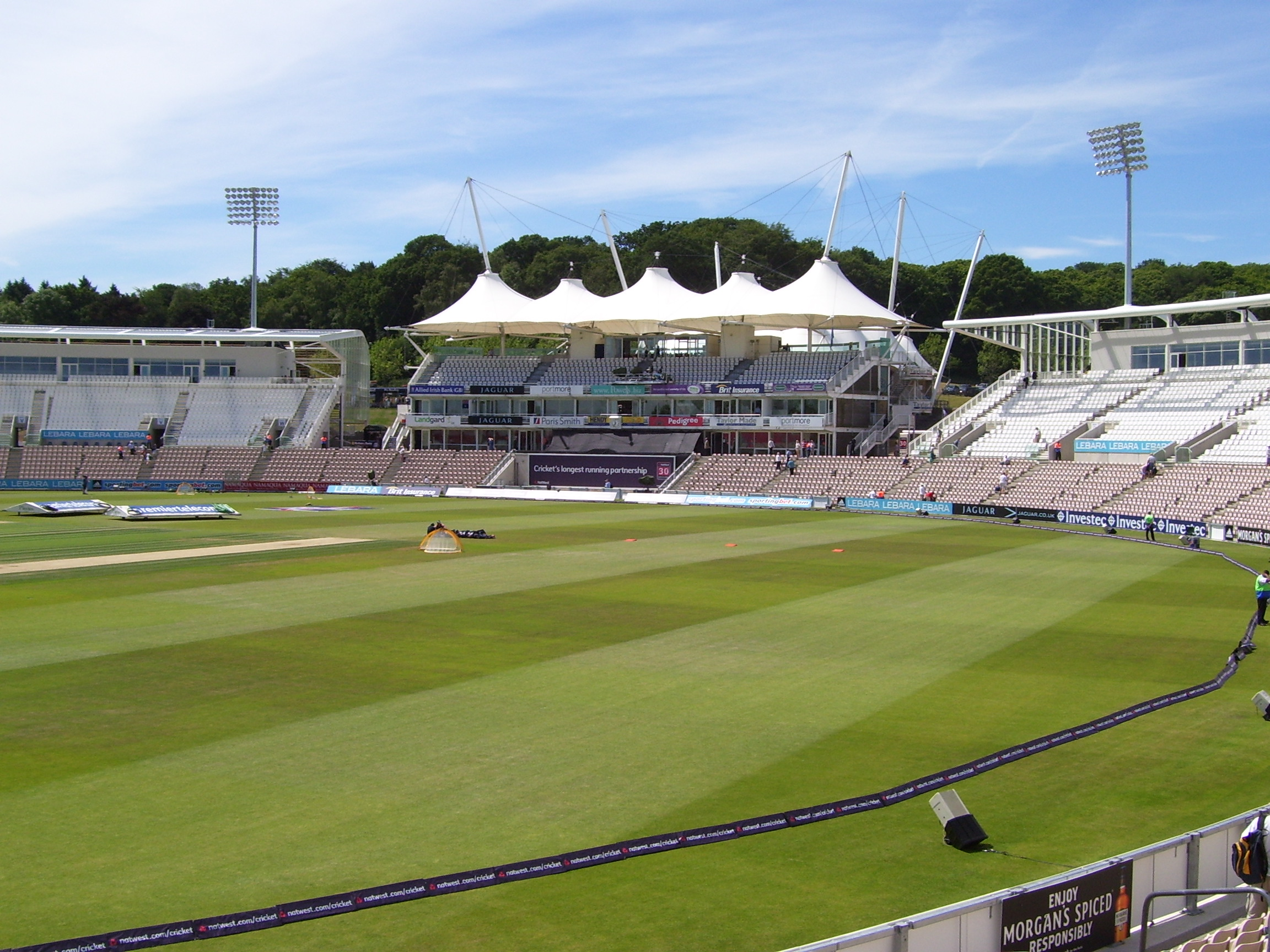
Rose Bowl

Крикет сформувався на південному сході Англії і одна з перших команд сформувалася 1750 року у Гамблдоні. Гамблдон Клаб сформував низку найстаріших правил крикету. Сьогодні Гемпшир Каунті Крікет Клаб — найуспішніша команда першого класу, капітаном якої є Дімітр Маскаренас. Головною ареною графства вважається Rose Bowl у Вест Енді. На ньому проходило кілька міжнародних та один тест-матч у 2011 році. Відомий гравець — відбівник збірної Англії Кевін Петерсен
Відносно спокійні води поблизу Гемпшира дозволили створити тут низку яхт-клубів та промисловість на Соленті. Віндсерфінг виник на острові Гейлінг, що на південному сході від графства.

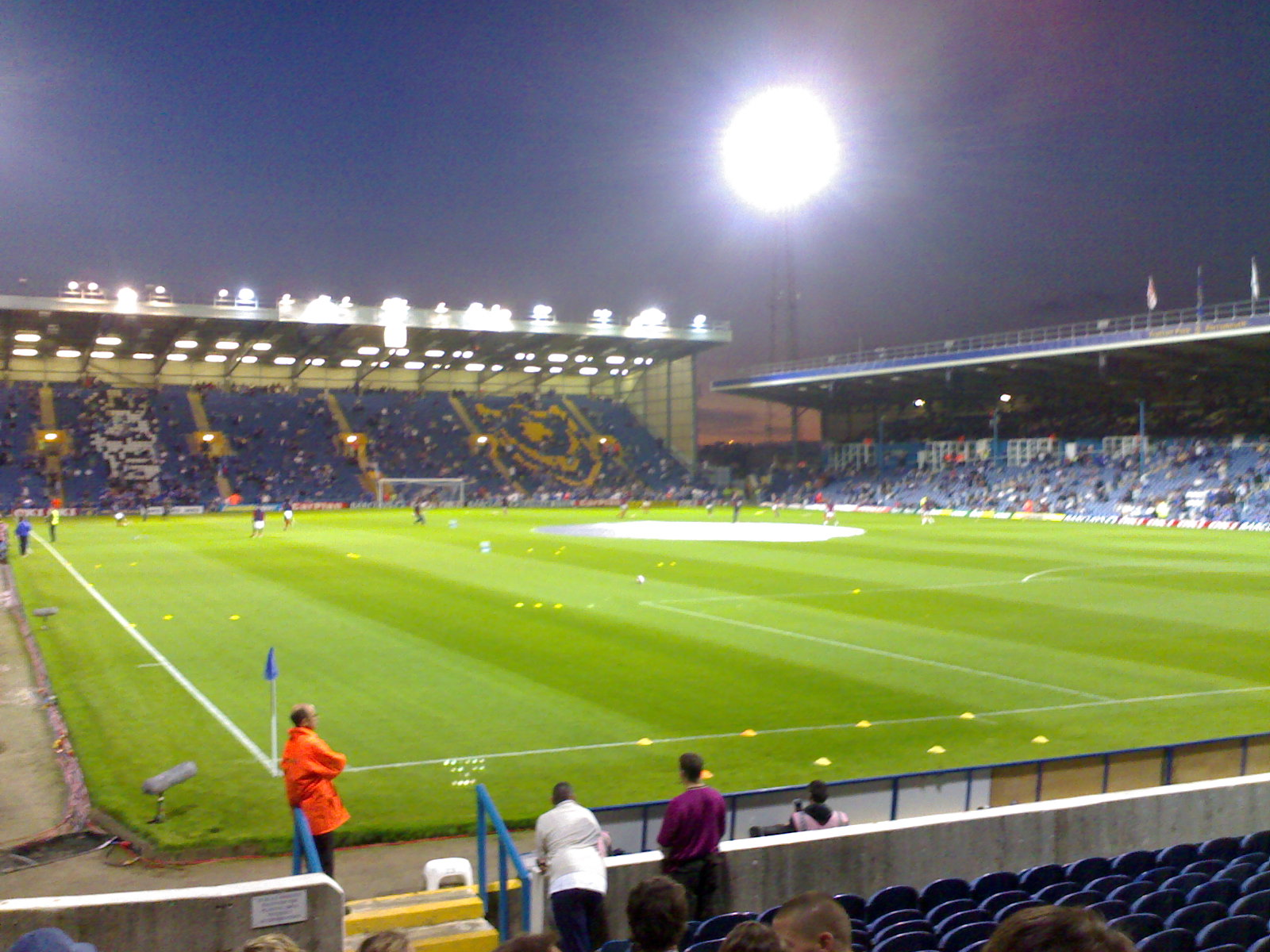
Вид на Фраттон Парк з Мілтон Енд у 2006

У Гемпширі діє низка клубів футбольної асоціації, зокрема учасник Прем'єр-ліги Саутгемптон, команда Першої футбольної ліги Портсмут та друголігівський Олдершот Таун. Портсмут та Саутгемптон традиційно були затятими суперниками. Портсмут двічі здобував Кубок Англії — 1939 та 2008 та двічі титул Футбольної ліги — 1949 та 1950, однак останні півстоліття провів поза вищим дивізіоном і навіть побував у Четвертому дивізіоні (найнижчий дивізіон ліги). Натомість Саутгемптон виграв Кубок Англії у 1976, досяг фіналу 2003 року та провів 27 сезонів поспіль у найвищому дивізіоні Англії. Олдершот увійшли до Футбольної ліги 1932 року, але ніколи не піднімалися вище Третього дивізіону. 25 березня 1992 року клуб було ліквідовано, членство у Футбольній лізі припинено. Майже відразу було утворено новий клуб Олдершот Таун, який розпочав своє існування з дивізіону 3 Істміанської ліги. 2008 року клуб став переможцем Конференції та отримали путівку до Футбольної ліги.
У Гемпширі існує і чимало нелісових клубів. Бесінгсток Таун, Істлей, Фарнборо та Гавант&Вотерлувіль виступають у Південній Конференції. Бешлі (футбольний клуб), Госпорт та ФК Тоттон грають Першому дивізіоні Футбольної ліги, а Шолінг та Вінчестер Сіті виступають у Південно-Західному дивізіоні Південної ліги.
Thruxton Circuit — провідна команда з мотоспорту Гемпшира. Також у Б'юлі розташований національний музей мотоспорту.
Авіасалон у Фарнборо — популярна міжнародна подія, яка проводиться щороку.

## Медіа
Новини графства висвітлюють BBC у регіональному блоці BBC South Today з власної студії у Саутгемптоні. ITV мовить у графстві через редакцію ITV Meridian. У північних та східних районах графства можна дивитися лондонські версії BBC та ITV. У регіоні мовить велика кількість комерційних мовників. Значну частину охоплює BBC Radio Solent, а на північному сході чутно і BBC Surrey. Також місцеві новини готують студенти-журналісти.
У Саутгемптоні та Портсмуті виходять щоденні газети Southern Daily Echo та Portsmouth News. Basingstoke Gazette виходить тричі на тиждень, а чимало інших газет виходять раз на тиждень.

## Персоналії
В Гемпширі проживали Джейн Остін та Чарльз Діккенс, а також інженер Ісамбард Кіндом Брунель.